# Шубськ-Дужи
Шубськ-Дужи (пол. Szubsk Duży) — село в Польщі, у гміні Кросневиці Кутновського повіту Лодзинського воєводства.
Населення — 126 осіб (2011).
У 1975-1998 роках село належало до Плоцького воєводства.

## Демографія
Демографічна структура станом на 31 березня 2011 року:
|          | Загалом | Допрацездатний вік | Працездатний вік | Постпрацездатний вік |
| -------- | ------- | ------------------ | ---------------- | -------------------- |
| Чоловіки | 60      | 14                 | 36               | 10                   |
| Жінки    | 66      | 16                 | 34               | 16                   |
| Разом    | 126     | 30                 | 70               | 26                   |